# Ascorhynchus utinomii
Ascorhynchus utinomii là một loài nhện biển trong họ Ascorhynchidae. Loài này thuộc chi Ascorhynchus. Ascorhynchus utinomii được miêu tả khoa học năm 1982 bởi Nakamura & Child.